# Rozario Menezes
Rozario Menezes SMM (ur. 30 sierpnia 1969 w Virajpet) – indyjski duchowny katolicki, biskup Lae od 2018.

## Życiorys

### Prezbiterat
Święcenia kapłańskie otrzymał w dniu 4 listopada 1999 jako członek zgromadzenia Misjonarzy Towarzystwa Maryi. Przez kilka miesięcy pracował przy nowicjacie zakonnym, zaś w 2000 wyjechał do Papui-Nowej Gwinei. Był m.in. przełożonym miejscowej delegatury zakonnej, duszpasterzem powołań oraz kierownikiem krajowej federacji zakonników. W 2017 wybrany radnym generalnym montfortianów.

### Episkopat
10 października 2018 papież Franciszek mianował go biskupem diecezji Lae. Sakry udzielił mu 15 grudnia 2018 kardynał John Ribat.